# D.O.D
Pour les articles homonymes, voir DOD.
Dan O'Donnell, plus connu sous le pseudo D.O.D, né le 25 avril 1995 à Bury (Royaume-Uni), est un disc-jockey et producteur britannique.

## Carrière
Actif depuis 2009, D.O.D est supporté à ses débuts par des artistes de renommée importante : Laidback Luke en fait partie, et son label Mixmash Records accueillera la plupart des productions du britannique. Une collaboration entre les deux disc jockeys nommée Flashing Lights sortira peu de temps après.
Réalisant peu en solo, Henry Fong, Sandro Silva ou encore Dave Silcox s'associèrent avec lui à de multiples reprises.
Il est présent chaque année lors des nombreux festivals internationaux et participera pour la première fois à l'Ultra Music Festival, ainsi qu'à Tomorrowland sur l'Axtone Stage en 2017.

## Discographie

### Singles / EPs
- 2010 : Hoy Es? EP [Pro-Zak Trax]
- 2011 : An Introduction To D.O.D EP [New State Music]
- 2012 : Binary / Destroy (avec Jason Herd) [Vicious]
- 2012 : Beat 'N Drum [Initials Records]
- 2012 : Rock The Place (avec twoloud) [Musical Freedom]
- 2012 : Hands / Smash Tash [Magik Muzik]
- 2012 : Headache in a Bottle [Dim Mak Records]
- 2012 : Slammer [Vicious]
- 2013 : Let's Rock / Generation [Magik Muzik]
- 2013 : Cheers [House Of Fun]
- 2013 : More Cowbell EP [Ones To Watch Records (Mixmash)]
- 2013 : Bomb the Bass / Break [Dim Mak Records]
- 2013 : Generation [Relentless Music]
- 2013 : Fire EP [Ones To Watch Records (Mixmash)]
- 2013 : Play (avec Deorro) [Dim Mak Records]
- 2013 : Bananas [Mixmash Records]
- 2013 : 123 (avec Angger Dimas) [Vicious]
- 2013 : Want To [Dim Mak Records]
- 2014 : Stomp [Mixmash Records]
- 2014 : Flashing Lights (avec Laidback Luke) [Mixmash Records]
- 2014 : Chasing Dreams (avec Sandro Silva) [Mixmash Records]
- 2014 : Steel Drum [Mixmash Records]
- 2014 : Purr Like a Walrus (Insane Creatures vs D.O.D) [Digital Shamans Records]
- 2014 : Brain Contortion [D-A-R-K Records]
- 2014 : Pop Pop [Hysteria]
- 2014 : Do Your Thing [Mixmash Records]
- 2015 : All Or Nothing (avec Dave Silcox) [Mixmash Records]
- 2015 : Bust Dem (avec Henry Fong) [Spinnin' Records]
- 2015 : Temper [Mixmash Records]
- 2015 : Enter [WOLV]
- 2015 : Blow Up (avec Duckworthsound) [Hysteria]
- 2015 : Those [Mixmash Records]
- 2015 : You [WOLV]
- 2015 : We Party (avec Laidback Luke) [Cloud 9 Dance]
- 2015 : Why (avec Futuristic Polar Bears) [Wall Recordings]
- 2016 : Pull Up [Mixmash Records]
- 2016 : Taking You Back (Afrojack Edit) [Wall Recordings]
- 2016 : Night Cap [Mixmash Records]
- 2016 : Hoe (avec Jewelz & Sparks) [Doorn Records]
- 2016 : Honey [Fly Eye Records]
- 2016 : Zipper [Doorn Records]
- 2016 : Blip [Doorn Records]
- 2016 : Ping (avec J-Trick) [Wall Recordings]
- 2017 : Sixes [Axtone Records]
- 2017 : Satisfy [Size Records]
- 2017 : Love's Gonna Get You (avec Fedde Le Grand) [Spinnin' Records]
- 2017 : Trio (Afrojack Edit) [Wall Recordings]
- 2017 : Unforgettable [Axtone Records]
- 2017 : Ghetto [Wall Recordings]
- 2017 : Don't Wait (avec Tommy Trash) [Doorn Records]
- 2017 : Incline [Axtone Records]
- 2017 : Morph (avec Sunstars) [Protocol Recordings]
- 2017 : Higher (avec Moksi) [Axtone Records]
- 2018 : Bones [Doorn Records]
- 2018 : Started (avec Afrojack & Tim-Ber) [Wall Recordings]
- 2018 : Glow [Axtone Records]
- 2018 : Need You (avec Rebecca & Fiona) [Stereo Stereo]
- 2019 : According To Me [Axtone Records]
- 2020 : Down Under [Musical Freedom]
- 2020 : Cardboard Box [Armada Music]
- 2020 : Moments (feat. The Melody Men) [Armada Music]
- 2021 : Sleepless [Axtone Records]
- 2021 : All Mine [Armada Music]
- 2021 : Every Step [Armada Music]
- 2021 : I Don't Wanna Run (feat. Riell) [Armada Music]
- 2021 : Still Sleepless (feat. Carla Monroe) [Axtone Records]
- 2021 : Isolate [Armada Music]
- 2022 : On The Run [WUGD]
- 2022 : Two Caps [Armada Music]
- 2022 : Like You Do (avec Raphaella) [Armada Music]
- 2023 : Set Me Free [Armada Music]
- 2023 : Love Nor Money [Armada Music]
- 2023 : So Much In Love [Armada Music]

### Remixes
- 2009 : Miss You - Amores Imposibles (D.O.D. Remix) [Pro-Zak Trax]
- 2009 : Robot Disaster - Boy (D.O.D. Remix) [Gash Digital]
- 2009 : Heads We Dance - Take My Picture (D.O.D Remix) [Gash Digital]
- 2011 : Laidback Luke, Lil Jon, Steve Aoki - Turbulence (D.O.D Remix) [Bitrate Records]
- 2012 : Michael S. - Rewind (D.O.D Remix) [Perfecto Records]
- 2012 : AudioFun - All For You (D.O.D Remix) [Vicious]
- 2012 : Joachim Garraud - I'm Invaded (D.O.D Remix) [Zemixx]
- 2013 : Beltek - Party Voice (D.O.D Remix) [Dim Mak Records]
- 2013 : SonicC - No Pulse (D.O.D Remix) [Dim Mak Records]
- 2013 : Dirty Rush, Gregor Es - Turn Up The Bass (D.O.D Remix) [Vicious]
- 2013 : Laidback Luke, Dimitri Vegas & Like Mike - More (D.O.D Remix) [Mixmash Records]
- 2014 : Nick Cannon - Me Sexy (D.O.D Remix) [Movement Music]
- 2014 : Laidback Luke, Project 46 feat. Collin McLoughlin - Collide (D.O.D Remix) [Mixmash Records]
- 2014 : DJ Jean - The Launch (D.O.D Remix) [Dizplay Recordings]
- 2014 : Taylr Renee, Stadiumx - Howl At The Moon (D.O.D Remix) [Protocol Recordings]
- 2014 : Gia, X-Vertigo - Bombs (D.O.D Remix) [X-Vertigo Attack!]
- 2014 : Fergie DJ - Perfect Night (D.O.D Remix) [We Are Arcadia Recordings]
- 2015 : Laidback Luke - Break Down The House (D.O.D Remix) [Mixmash Records]
- 2015 : Nytrix – Take Me Higher (D.O.D Remix) [From Beyond Tomorrow Records]
- 2016 : Axwell & Shapov - Belong (D.O.D Remix) [Axtone Records]
- 2017 : Xenia Ghali feat. Raquel Castro - Places (D.O.D Remix) [Funky Sheep Records]
- 2017 : Afrojack & David Guetta feat. Ester Dean - Another Life (D.O.D Remix) [Wall Recordings]
- 2018 : Cedric Gervais feat. Wealth - One Night (D.O.D Remix) [Universal Music]
- 2018 : Le Cheval - Fandango (D.O.D Remix) [Universal Music]
- 2019 : Steve Angello & Laidback Luke - Be (D.O.D Remix) [Mixmash Records]
- 2020 : Armin van Buuren & Brennan Heart feat. Andreas Moe - All On Me (D.O.D Remix) [Armind (Armada)]
- 2020 : Loud Luxury feat. Morgan St. Jean - Aftertaste (D.O.D Remix) [Armada Music]
- 2021 : B-15 Project feat. Crissy D & Lady G - Girls Like Us (D.O.D Remix) [Armada Music]
- 2021 : Arty - Take Your Time (D.O.D Remix) [Armada Music]
- 2021 : Owen Westlake feat. Lloyd Wade - So Much Love (D.O.D Remix) [FFRR]
- 2021 : Brynn Elliott - Without You (D.O.D Remix) [Big Yellow Dog Music / Atlantic Records]
- 2021 : Afrojack & Chico Rose - You Got The Love (D.O.D Remix) [Virgin Music]
- 2021 : Jethro Heston & Max Marshall - Cut Me Loose (D.O.D Remix) [EMI]
- 2022 : Mabel, Jax Jones & Galantis - Good Luck (D.O.D Remix) [Polydor Records]
- 2022 : Abel - Young & Reckless (D.O.D Remix) [WUGD]
- 2023 : Jax Jones feat. Calum Scott - Whistle (D.O.Donk Remix) [Polydor Records]
- 2023 : Apotech - Someone New (D.O.D Remix) [Universal Music]
- 2023 : Becky Hill & Lewis Thompson - Side Effects (D.O.D Remix) [Polydor Records]
- 2023 : Lola Audreys - Tension (D.O.D Remix)
- 2023 : Martin Solveig feat. Faouzia - Now Or Never (D.O.D Remix) [Positiva]

## Distinctions

### Classement Top 100 DJ Mag
- 2019 : #96 (Entrée)[4]
- 2020 : #83 (+13)[5]
- 2021 : #79 (+4)[6]